# José Théodore
José Théodore (Laval, 13 settembre 1976) è un ex hockeista su ghiaccio canadese che giocava nel ruolo di portiere nella National Hockey League.

## Carriera
Ha vinto un Vezina Trophy ed un Hart Memorial Trophy nel 2002 quando giocava con la maglia dei Montreal Canadiens (totalizzò 30 vittorie, con 7 shutout, in 67 gare), assegnati, rispettivamente, al miglior portiere della lega ed al miglior giocatore della stagione regolare. Il 2 gennaio 2001 è diventato il sesto portiere, nella storia dell'NHL, a realizzare un gol: nella fattispecie, realizzò il gol del definitivo 3-0 contro i New York Islanders; avendo anche ottenuto uno shutout nella medesima gara, Théodore è il secondo portiere (dopo Damian Rhodes) ad aver messo a segno un gol senza subire reti nella stessa partita.
Al termine della stagione 2009-2010, giocata con i Washington Capitals, è stato insignito del Bill Masterton Memorial Trophy per aver giocato la sua miglior stagione dal 2002 (ottenne 30 vittorie, con uno shutout, in 47 partite) nonostante la prematura scomparsa del figlio Chace, avvenuta il 20 agosto 2009. Lasciati i Capitals, ha disputato una stagione da riserva con i Minnesota Wild, per poi passare, il 1º luglio 2011 ai Florida Panthers. La squadra lo ha dichiarato poi Unrestricted Free Agent al termine della stagione 2012-2013

## Palmarès

### Club
- Quebec Major Junior Hockey League: 1

Hull: 1994-1995

### Nazionale
- World Cup of Hockey: 1

Canada 2004
- Campionato mondiale di hockey su ghiaccio Under-20: 1

Stati Uniti 1996

### Individuale
- Bill Masterton Memorial Trophy: 1

2009-2010
- Hart Memorial Trophy: 1

2001-2002
- Roger Crozier Saving Grace Award: 1

2001-2002
- Vezina Trophy: 1

2001-2002
- NHL Second All-Star Team: 1

2001-2002
- QMJHL All-Star Team: 2

1994-1995, 1995-1996